# إحصار حزيمي ثلاثي
الإحصار الحزيمي الثلاثي (بالإنجليزية: Trifascicular block)‏ هو شذوذ في نظام التوصيل الكهربائي للقلب. يتم تشخيصه بالاعتماد على تخطيط القلب الكهربائي  وله ثلاث سمات: 
- إطالة الفاصل الزمني بين موجة R وموجة P (إحصار أذيني بطيني من الدرجة الأولى)
- إحصار فرع الحزمة الأيمن
- أيا من إحصار حزيمي أمامي أيسر أو إحصار حزيمي خلفي أيسر.